# William Russell Smith

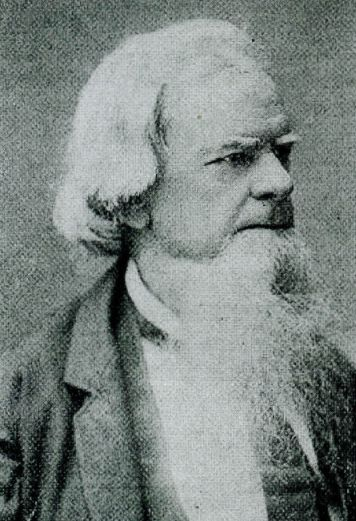
William Russell Smith

William Russell Smith (* 27. März 1815 in Russellville, Logan County, Kentucky; † 26. Februar 1896 in Washington D.C.) war ein US-amerikanischer Politiker (Demokratische Partei), der den Bundesstaat Alabama im US-Repräsentantenhaus und im Konföderiertenkongress vertrat.
Smith zog in jungen Jahren von Kentucky nach Alabama und besuchte die University of Alabama in Tuscaloosa. Er studierte die Rechte, wurde 1835 Mitglied der Anwaltskammer und begann in Greensboro zu praktizieren. Im folgenden Jahr diente er im Rang eines Captain in der Staatsmiliz und nahm am Feldzug gegen die Creek-Indianer teil. Danach arbeitete er in Tuscaloosa wieder als Jurist sowie als Zeitungsredakteur.
Im Jahr 1839 wurde er Bürgermeister von Tuscaloosa; von 1841 bis 1843 gehörte er dann dem Repräsentantenhaus von Alabama an. Zwischen 1850 und 1851 fungierte er als Richter für den siebten Gerichtskreis von Alabama. Am 4. März 1851 zog Smith ins US-Repräsentantenhaus ein, dem er sechs Jahre lang angehörte; vor seiner letzten Amtsperiode trat er zur American Party über.
Beim Verfassungskonvent von Alabama im Jahr 1861 votierte Smith gegen die Sezession. Dennoch trat er später der Konföderiertenarmee bei und diente während des Bürgerkrieges als Colonel des 26. Regiments aus Alabama. Zudem war er von 1862 bis 1865 Abgeordneter im ersten und zweiten Konföderiertenkongress.
Nach Kriegsende arbeitete William Smith wieder als Anwalt. Von 1869 bis 1871 war er Präsident der Universität von Alabama.